# Yrkestecken
Yrkestecken bärs av krigsplacerad tjänstepliktig eller totalförsvarpliktig personal.
Totalförsvarspliktig och tjänstepliktig personal anlägger yrkestecken för det befattningsområde eller den befattningssläkt vederbörande tillhör. Om särskilt yrkestecken inte finns bärs respektive försvarsgrenstecken. Yrkestecken kombineras alltid med yrkesband på axelklaffshylsorna eller på kragspeglarna. Detta gäller även för totalförsvarspliktig och tjänstepliktig personal som på grund av folkrättsliga skäl eller till följd av internationella konventioner eller andra skäl tilldelats tjänsteställning motsvarande fänrik och högre (befäl med officers tjänsteställning), dvs. medicinalpersonal, militär själavårdspersonal, juridisk personal, musiker och andra).
Medicinalpersonal bär respektive yrkestecken i guldfärgad metall, utan konturformad platta av kläde, på båda kragsnibbarna på vapenrock, jacka och kappa m/87 A. På axelklaffar (axelklaffshylsor) bärs förbandstecken (motsvarande) samt rött yrkesband.
Chefsjurist, försvarsjurist och auditör samt folkrättslig rådgivare bär respektive yrkestecken av guldfärgad metall på båda kragsnibbarna på vapenrock, jacka och kappa m/87 A. På axelklaffshylsor bärs armé- eller förbandstecken (motsvarande) samt som yrkesband silverfärgad galon.
Själavårdspersonal,fältartister,försvarsmusiker, personal i avtalsmusikkår och frivilliga musiker bär respektive yrkestecken av guldfärgad metall på båda kragsnibbarna på vapenrock, jacka och kappa m/87 A. Chefspersonal anlägger yrkestecknet på konturformad matta av färgat kläde. På axelklaffshylsor bärs armé- eller förbandstecken (motsvarande) samt vitt yrkesband.
Tecknen tillverkas normalt av metall i guldfärg. Förbandspastor samt frivillig musiker vid Livgardet och Trängregementet bär respektive yrkestecken i silverfärg.
Yrkestecken finns fastställda för:
- Värnpliktig läkare
- Värnpliktig veterinär
- Värnpliktig tandläkare
- Värnpliktig apotekare
- Värnpliktig sjuksköterska
- Försvarsmusiker, avtalsmusiker
- Fältartist
- Hemvärns- och frivilligmusiker
- Själavårdspersonal
- Själavårdschefspersonal
- Försvarsjurist, auditör
- Folkrättslig rådgivare